# Melanagromyza cotyledonus
Melanagromyza cotyledonus este o specie de muște din genul Melanagromyza, familia Agromyzidae, descrisă de Spencer în anul 1960. Conform Catalogue of Life specia Melanagromyza cotyledonus nu are subspecii cunoscute.